# Expedición 61
La Expedición 61 fue la sexagésima primera Expedición a la Estación Espacial Internacional, que comenzó el 3 de octubre de 2019 con el desacoplamiento de la nave espacial Soyuz MS-12. La expedición fue comandada por el astronauta de la ESA Luca Parmitano, quien se convirtió en el tercer astronauta europeo y primer italiano en comandar la ISS. Parmitano, junto con sus compañeros  de la Soyuz MS-13 Aleksandr Skvortsov y Andrew Morgan, y Christina Koch de Soyuz MS-12, fueron transferidos de la Expedición 60. A ellos se unieron Oleg Skripochka y Jessica Meir, que se lanzó el 25 de septiembre de 2019 a bordo de Soyuz MS-15 junto con el astronauta emirati Hazza Al Mansouri, que regreso en la Soyuz MS-12 el 03-10-19.
La expedición terminó con el regreso de los astronautas Koch, Parmitano, y el cosmonauta Skvortsov en la nave Soyuz MS-13, el jueves 6 de febrero de 2020 a las 5:50 UTC, dando comienzo en ese momento la Expedición 62. El aterrizaje fue alrededor de las 9:12 UTC en suelo kazajo.

## Personal
| Posición             | Julio-septiembre de 2019 | Septiembre de 2019 - febrero de 2020 |
| -------------------- | ------------------------ | ------------------------------------ |
| Comandante           | Luca Parmitano, ESA      | Luca Parmitano, ESA                  |
| Ingeniero de vuelo 1 | Aleksandr Skvortsov, RSA | Aleksandr Skvortsov, RSA             |
| Ingeniero de vuelo 2 | Andrew R. Morgan, NASA   | Andrew R. Morgan, NASA               |
| Ingeniero de vuelo 3 | Christina Koch, NASA     | Christina Koch, NASA                 |
| Ingeniero de vuelo 4 |                          | Oleg Skripochka, RSA                 |
| Ingeniero de vuelo 5 |                          | Jessica Meir, NASA                   |

## Insignia
Según la NASA, esta insignia representa un momento emocionante y dinámico a bordo de la Estación Espacial Internacional, ya que avanza constantemente hacia un futuro ilimitado en el espacio.
La vista general de la insignia es como la de un vehículo que se aproxima en busca de la Estación Espacial. El Sol es el elemento central más prominente en la insignia como fuente de energía y vida para la Tierra, la estación y todo nuestro sistema solar. Como el foco actual de los vuelos espaciales humanos, la Estación Espacial está centrada en el parche, mientras apenas eclipsa al Sol con su pequeña sombra, recordándonos que la exploración humana es una pequeña parte de nuestra búsqueda para comprender el universo.
Quince de los rayos del Sol representan los 15 miembros socios originales del programa de la estación espacial, mientras que el rayo 16 representa una invitación abierta para la colaboración continua con nuevos socios. Los cuatro rayos amarillos forman las direcciones cardinales de una brújula, simbolizando el impulso humano innato para explorar. El terminador avanzado representa el amanecer de un nuevo día en la Tierra.
El anillo de nombres parece flotar en el espacio y no tiene una orientación única, enfatizando la variedad de puntos de vista reunidos en una tripulación internacional unificada bajo una misión. Nueve rayos se extienden más allá del anillo de nombres, para representar las nueve misiones humanas que han desafiado la exploración más allá de la órbita baja terrestre, lo que nos anima a conducir sin límites hacia nuestro sistema solar.

## Caminatas espaciales
Hubo múltiples caminatas espaciales para reparar y mejorar las baterías ISS. El 18 de octubre de 2019, Christina Koch y Jessica Meir realizaron la primera caminata espacial femenina en la historia.

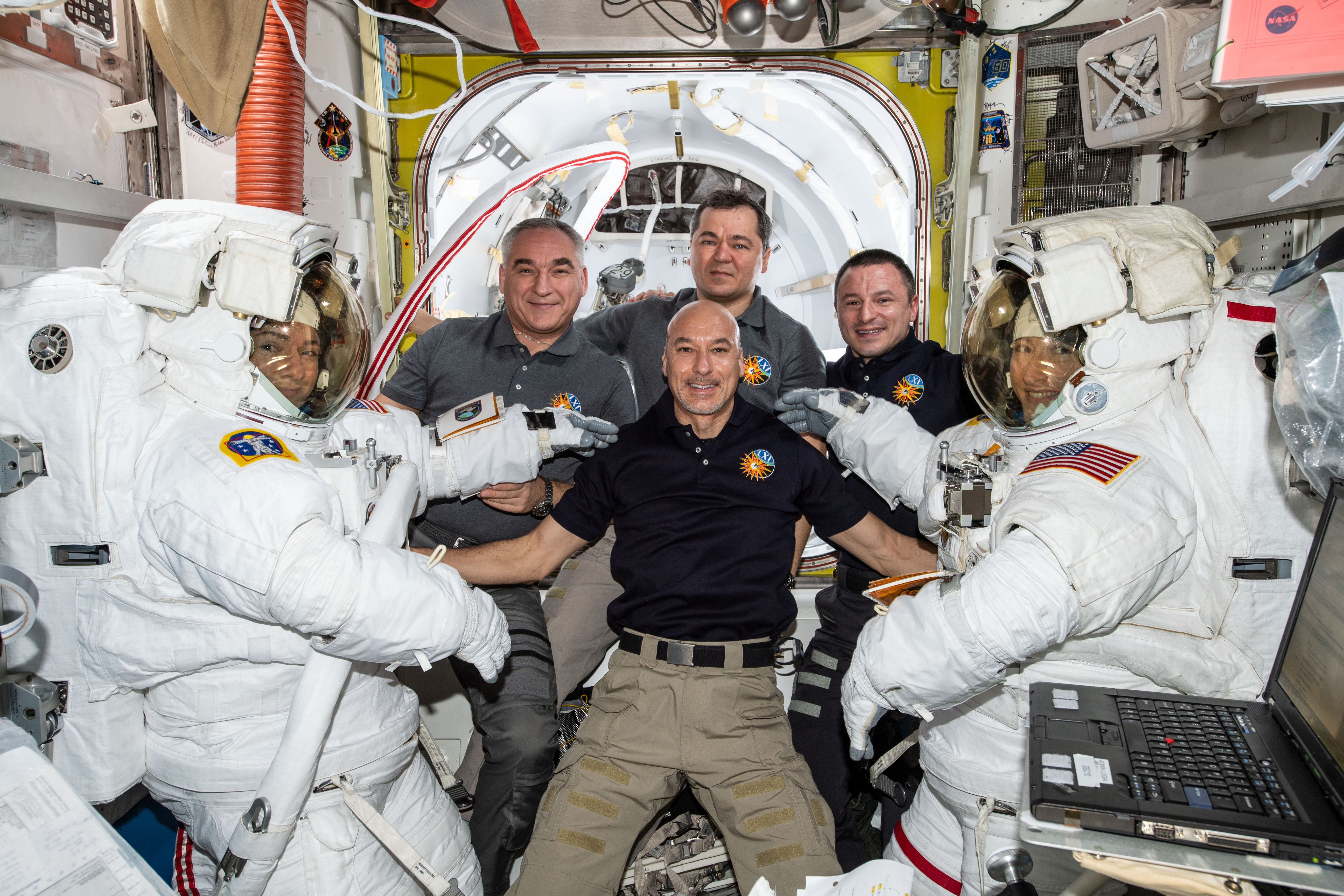
Jessica Meir (izquierda) y Christina Koch (derecha) antes de su caminata espacial, junto a (de izquierda a derecha) Aleksandr Skvortsov, Luca Parmitano (Comandante), Oleg Skripochka y Andrew Morgan.